# 恐怖の館 (映画)
『恐怖の館』（原題：Something Evil）は、1972年のアメリカ合衆国のテレビ映画。サンディ・デニス、ダーレン・マクギャヴィン、ラルフ・ベラミー出演のホラー映画。
監督はスティーヴン・スピルバーグ、脚本はロバート・クローズ。

## 作品概要
本作は小説『エクソシスト』の成功から製作された（映画『エクソシスト』はまだ公開されていなかった）。ありふれた筋ではあるが、ビル・バトラーの特異なカメラアングルとアラン・ジェイコブズの素早いカット転換が不穏で特有の効果を与えることとなった。「怪物」を決して全て見せないことで、テクニカル・エディターのヴァーナ・フィールズは本作に良い効果を与えたとしてスピルバーグの後の作品『ジョーズ』でも編集を担当した。（そのほかスピルバーグの71年の『激突!』や、ロバート・ワイズの63年の『たたり』でも担当している）ジェイコブズの編集は平均したテレビ映画をよくできたホラー映画に変化させた。

## あらすじ
夫婦が2人の子供と共に悪霊の棲むペンシルベニア州の農家に移り住む。ダーレン・マクギャヴィンはテレビプロデューサーを演じ、サンディ・デニスはその妻である女優を演じる。人気子役のジョニー・ウィティカーが夫妻の長男を演じ、悪霊に取り憑かれ家族とその友人達を苦しめ始める。母親は子供に何か問題があるかもしれないと感じ始めるが、夫とその友人は彼女が気が変になったと考える。結局母親の献身によって息子は悪霊から解放される。

## キャスト
| 役名                       | 俳優                     | 日本語吹替                                 | 日本語吹替 |
| 役名                       | 俳優                     | 日本テレビ版                               | ソフト版   |
| -------------------------- | ------------------------ | ------------------------------------------ | ---------- |
| マージョリー・ウォーデン   | サンディ・デニス         | 小谷野美智子                               | 弥永和子   |
| ポール・ウォーデン         | ダーレン・マクギャヴィン | 田中信夫                                   | 小川真司   |
| ハリー・リンカーン         | ラルフ・ベラミー         | 宮川洋一                                   | 川久保潔   |
| ガーマン                   | ジェフ・コーリー         | 左奈田恒夫                                 |            |
| スティーヴィー・ウォーデン | ジョニー・ウィティカー   | 白川澄子                                   | 亀井芳子   |
| アーネスト・リンカーン     | ジョン・ルービンスタイン | 納谷六朗                                   | 藤原啓治   |
| ジョン                     | デヴィッド・ナップ       | 田口昂                                     |            |
| ベス                       | ローリー・ハーゲン       | 吉田理保子                                 |            |
| シラー                     | ハーブ・アームストロング | 広瀬正志                                   |            |
| 不明 その他                | N/A                      | 加藤正之 水島鉄夫 戸部光代 水嶋優子        |            |
| 日本語版スタッフ           |                          |                                            |            |
| 演出                       | 演出                     | 北口義孝                                   |            |
| 翻訳                       | 翻訳                     | 矢田尚                                     |            |
| 効果                       |                          |                                            |            |
| 調整                       | 調整                     | 田中英行                                   |            |
| 制作                       | 制作                     | 千代田プロダクション                       |            |
| 解説                       |                          |                                            |            |
| 初回放送                   | 初回放送                 | 1974年8月10日 『土曜映画劇場』 14:30-16:00 |            |

## 撮影場所
- ゴールデンオーク・ランチ：カリフォルニア州ニューホール
- スタジオ・シティ：カリフォルニア州ロサンゼルス

## 音楽
作中ではチャーリー・マリー・ゴードンによる「アップルバー・キャンディ・ソング」が使用される。ダーレン・マクギャヴィンのプロデューサーが製作したコマーシャルのなかで、ローリー・ハーゲンが歌う。歌は何度か茶化して歌われた。

## ビデオリリース
フォックスビデオ・ジャパンから『ヘキサゴン』というタイトルで吹替版と字幕版のVHSが発売、2021年12月24日に［有限会社フォワード］よりDVDが発売されている。